# Bonifatius IV van Monferrato
Bonifatius IV Paleologo (Casale 21 december 1512 – aldaar 6 juni 1530) was markgraaf van Monferrato van 1518 tot zijn dood. Hij was een zoon van markgraaf Willem IX en Anne van Alençon.
Hij volgde zijn vader op zesjarige leeftijd op onder regentschap van zijn moeder en zijn oom Johan George.
Bonifatius bleef ongehuwd en overleed na een val van zijn paard, kinderloos. Hij werd opgevolgd door zijn oom Johan George, bisschop van Casale.